# Joseph Ferdinand Toussaint
Joseph Ferdinand Toussaint (Meulebeke, 31 maart 1807 - Elsene, 7 februari 1885) was een Belgisch jurist, notaris, volksvertegenwoordiger, perseigenaar en schrijver.

## Levensloop
Zijn vader Bernard Toussaint, afkomstig uit Toul, was in Meulebeke agent van het Directoire, vervolgens veldwachter en politiecommissaris.

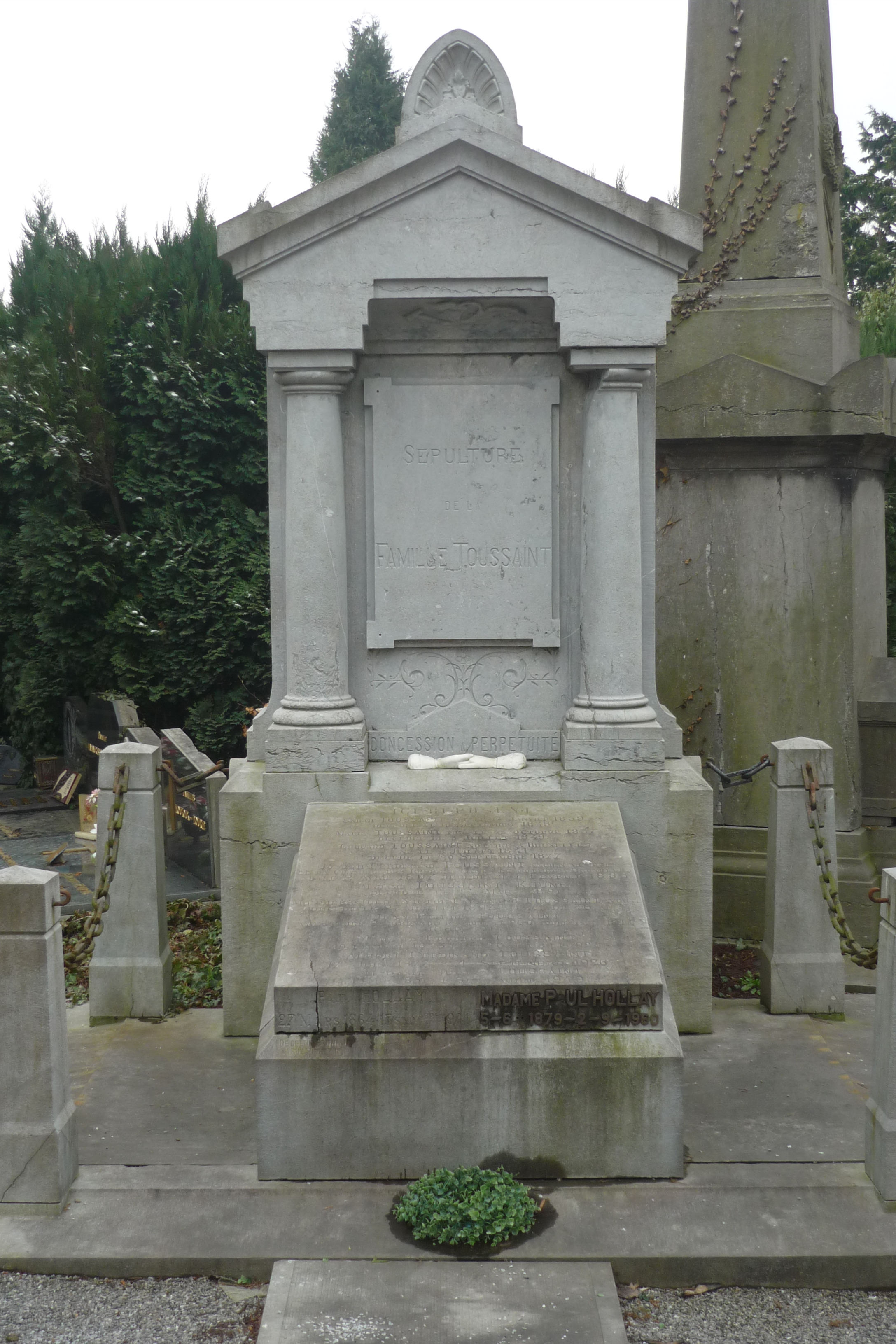
Grafmonument van Joseph Ferdinand Toussaint (1807-1885) en zijn familie, in het kerkhof van Elsene.
SÉPULTURE
DE LA
FAMILLE TOUSSAINT
CONCESSION A PERPÉTUITÉ
ICI REPOSENT
SARAH TOUSSAINT NÉE LE 10 JANVIER 1839
DÉCÉDÉE LE 10 SEPTEMBRE 1848
MARIE TOUSSAINT NÉE LE 23 OCTOBRE 1837
DÉCÉDÉE LE 3 JUILLET 1848
ÉDOUARD TOUSSAINT NOTAIRE À BRUXELLES
NÉ LE 8 JUILLET 1841
DÉCÉDÉ LE 20 SEPTEMBRE 1877
JOSEPH FERDINAND TOUSSAINT ANCIEN MEMBRE
DE LA CHAMBRE DES REPRÉSENTANTS ET NOTAIRE À BRUXELLES
NÉ LE 2 AVRIL 1807 DÉCÉDÉ LE 7 FÉVRIER 1888
MADAME TOUSSAINT-KUHNE
DÉCÉDÉE LE 14 MARS 1891
MONSIEUR JULES VICTOR FERDINAND TOUSSAINT
DÉCÉDÉ LE 27 JUILLET 1897 À L’ÂGE DE 46 ANS
JEAN PIERRE TOUSSAINT
VOLONTAIRE DES GRENADIERS MORT LE 26 OCTOBRE YSER 1914
1886-1914
MADAME ÉDOUARD TOUSSAINT
19 FÉVRIER 1845 -- 26 JUILLET 1924
ALBERT FERDINAND TOUSSAINT
17 JUIN 1877 – 4 SEPTEMBRE 1926
MADAME JULES TOUSSAINT
15 MAI 1857 – 1? SEPTEMBRE 1940.
PAUL HOLLAY MADAME PAUL HOLLAY
27 MARS 1864-13 SEPTRE 1941 5-6-1879 – 2-9-1960

Joseph was getrouwd met Philippine Kuhne en werd doctor in de rechten aan de universiteit van Gent. Onder het Verenigd Koninkrijk der Nederlanden werd hij gemeentesecretaris van Koolskamp. Hij was een goede bekende van de gemeentesecretaris van het naburige Aarsele, de orangist Constant Van den Berghe. Toussaint was zelf een overtuigd orangist en werkte de petitiebeweging tegen die tegen Willem I was gericht.

## Politieke actie
Hij trok in 1830 naar Brussel, nam actief deel aan de Belgische Revolutie en werkte samen met Joseph Van der Linden voor het Voorlopig Bewind. Toussaint ging geheel in de revolutie op en was lid van de radicale revolutionaire en republikeinse club Réunion Centrale. Hij dacht aan een democratische republiek, in de lijn van Louis de Potter. 
In 1832 promoveerde hij tot doctor in de rechten aan de universiteit van Gent. Hij werd van 1831 tot 1837 dienstoverste op het Ministerie van Justitie, als directeur van het Bulletin des Lois. Van 1832 tot 1849 was hij ook nog griffier bij de rechtbank van eerste aanleg in Brussel. In april 1832 stelde hij zich voor als katholiek kandidaat voor het parlement in het arrondissement Leuven, maar zonder succes. Het was de tijd dat hij een geestesgenoot was van de Belgische volgelingen van Hughes Félicité Robert de Lamennais, zoals zijn streekgenoten Désiré de Haerne en David Verbeke.

## Culturele actie
Hij was een van de eersten, zo niet de eerste, om te protesteren tegen de verfransingdrift die in de nieuwgeboren natie zeer sterk was. Hij deed dit in een ingezonden brief die op 5 november 1830 verscheen in L'Emancipation (een blad waar Toussaint regelmatig aan meewerkte), en werd overgenomen in Antwerpsch Nieuwsblad, Postryder van Antwerpen en Den Vaderlander (Gent). Dit was het gevolg van zijn toespraak ter verdediging van de Vlaamse taalrechten op 15 oktober 1830 gehouden in de Réunion Centrale.
Hij lanceerde tevens een oproep voor kosteloos lager onderwijs in elke gemeente.
Hij bezocht begin 1832 het hoofdkwartier van de Saint-Simoniens in Parijs, maar nam kort daarop afscheid van hun gedachtegoed. Tot dan was hij een aanhanger geweest van het saint-simonisme, de sociaal-utopische beweging opgericht door graaf Claude-Henri de Saint-Simon. Op 25 januari 1832 had hij nog aan Michel Chevalier, een van de leiders van de beweging, een brief geschreven met de belofte zich in te zetten voor de verspreiding van de saint-simonistische gedachten over economie en financiën. Nauwelijks enkele weken later publiceerde hij zijn afscheid gericht aan de algemene leider Barthélemy Enfantin, omdat volgens hem de beweging afdwaalde van de orthodoxie.
Hij werd een liberale volgeling van Charles Rogier en werd in 1848 tot lid van de Kamer van volksvertegenwoordigers verkozen voor het arrondissement Tielt, een mandaat dat hij uitoefende tot in 1850. Hij werd in 1849 notaris benoemd in Elsene en bleef dit tot aan zijn dood.

## Perseigenaar

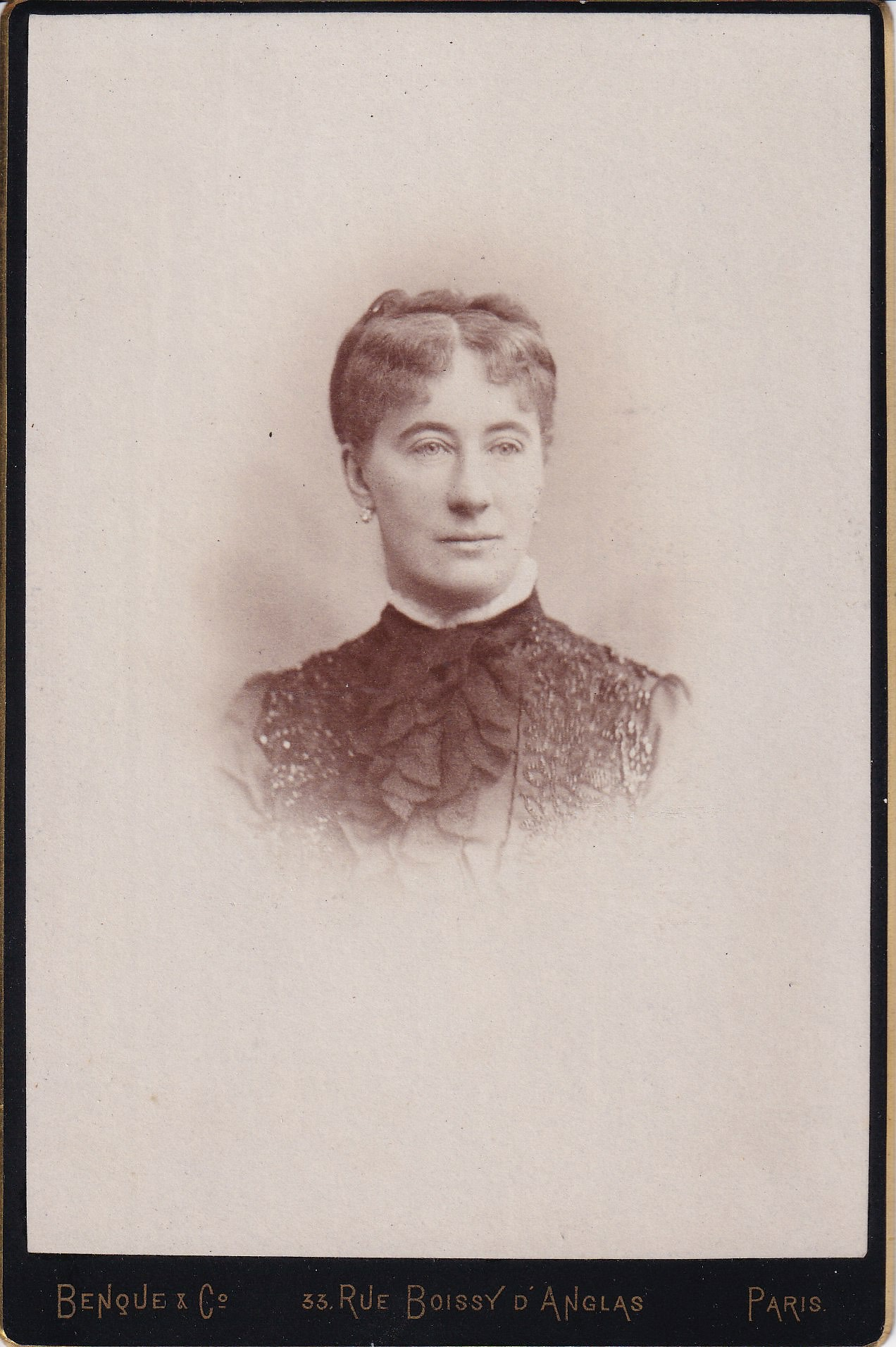
Zijn dochter Léonie Toussaint geboren in Elsene op 30 maart 1840 en gestorven in Brussel op 23 juli 1912, echtgenote van de beroemde bouwmeester Joseph Poelaert.

In 1848 stichtte hij, samen met Edward Ledeganck, broer van de bekende dichter, het weekblad De Brabander. In 1862 behoorde hij tot de stichters van het Willemsfonds.
Joseph-Ferdinand Toussaint werd in 1854, naast de familie d'Orleans en de Fransman Marcellin Faure, de meerderheidsaandeelhouder van de liberale krant L'Étoile Belge, die in 1857, met zijn 14.000 abonnees, de grootste krant van België was geworden. Sinds 1858, werd de familie Madoux ook aandeelhouder, kocht in 1874 de aandelen van de familie d’Orleans en werd zo met de familie Toussaint eigenaar van deze krant.

## Afstammelingen
Zijn dochter Léonie Toussaint trouwde op 25 augustus 1859 in Brussel met de bekende architect Joseph Poelaert; zijn zoon Fritz Toussaint was kunstschilder en mecenas, en schonk veel schilderijen aan het Museum van Elsene en aan de Koninklijke Musea voor Schone Kunsten van België. Een zaal van het Museum van Elsene draagt zijn naam.

## Publicaties
- Discours sur le Sénat et le véto du Chef de l'Etat, prononcée à la réunion patriotique de Bruxelles par J. Fr. Toussaint de Meulebeke, Bruxelles, 1830
- Aen de Vlaemsche Jongelingen, in: Den Vaderlander, 10 juli 1832.
- A. M[onsieur] Enfantin, open afscheidsbrief aan de voorzitter van de Saint-Simoniens, 12 februari 1832, in: L'Emancipation, 21 februari 1832.
- Coup d'oeil sur le système financier de la Belgique, 1832
- Le nombre des propriétaires fonciers diminue chaque jour dans les campagnes flamandes. Explication de ce fait, 1837.